# Make It Rain
"Make It Rain" é uma canção composta pelo músico norte-irlandês Foy Vance. Após usar o Twitter para expressar um desejo de incluir uma versão sua em Sons of Anarchy, uma série de televisão norte-americana criada por Kurt Sutter, o músico inglês Ed Sheeran foi contactado por Sutter para que gravasse uma versão cover sua para que fosse inclusa na sétima temporada do seriado. Naquele momento o músico se encontrava em digressão com Vance, cujos trabalhos incluíam uma canção que iniciava com as letras "When the sins of my father / Weigh down in my soul". Sheeran achou tais letras apropriadas para Sons of Anarchy e, após receber permissão de Vance, entrou no estúdio e gravou-a. "Make It Rain" foi usada no episódio "Red Rose", transmitido nos Estados Unidos na noite de 2 de Dezembro de 2014 pelo canal de televisão a cabo FX.

## Créditos
Os créditos seguintes foram adaptados do encarte do álbum Songs of Anarchy, Vol. 4 (2015):
- Chris Leonard — baixo, guitarra eléctrica
- Jake Gosling — produção e arranjos, engenharia acústica, mistura, programação, instrumentação (bateria, órgão, órgão de Rhodes)
- Ed Sheeran — vocais principais, vocais de apoio, guitarra eléctrica
- Foy Vance — composição
- Howie Weinberg — masterização

## Desempenho nas tabelas musicais
| País — Tabela musical (2014-15)                               | Posição de pico |
| ------------------------------------------------------------- | --------------- |
| Austrália — ARIA Top 100 Singles Chart                        | 26              |
| Canadá — Hot 100 (Billboard)                                  | 27              |
| República Checa — Rádio Top 100 Oficiální (FIIF)              | 41              |
| França — Top Singles (SNEP)                                   | 103             |
| Irlanda — Official Irish Singles Chart Top 50 (IRMA)          | 58              |
| Nova Zelândia — Top 40 Singles Chart (RMNZ)                   | 23              |
| Escócia — Official Scottish Singles Sales Chart Top 100 (OCC) | 23              |
| Eslováquia — Rádio Top 100 (FIIF)                             | 47              |
| Reino Unido — Official Singles Chart Top 100 (OCC)            | 38              |
| Estados Unidos — Billboard Hot 100                            | 34              |

Certificações e vendas
| Região — Associação (Vendas)   | Certificação |
| ------------------------------ | ------------ |
| Canadá — Music Canada (40 000) | Ouro         |